# Фрагменти жінки
Фрагменти жінки (англ. Pieces of a Woman) — американсько-канадський драматичний фільм 2020 року режисера Корнеля Мундруцо за сценарієм Кати Вебер. Акторський ансамбль фільму складається з таких акторів як: Ванесса Кірбі, Шая ЛаБаф, Джиммі Феїлс, Еллен Берстін, Моллі Паркер, Елайза Шлесінґер, Сара Снук і Бенні Сафді. Одним з виконавчих продюсерів фільма виступив Мартін Скорсезе. Сценарій заснований на однойменній п'єсі Мундруцо та Вебер 2018 року, яка була поставлена у театрі TR Warszawa.
Світова прем'єра фільму відбулася 4 вересня 2020 року на 77-му Венеціанському міжнародному кінофестивалі, де Кірбі отримала Кубок Вольпі за найкращу жіночу роль. Фільм вийшов в обмежений прокат 30 грудня 2020 року, а 7 січня 2021 року став доступним на платформі Netflix. Фільм отримав загалом позитивні відгуки; критики високо оцінили гру Кірбі, ЛаБафа та Берстін. За свою роботу Кірбі була номінована на премії «Оскар», «Золотий глобус», BAFTA, «Вибір критиків» і премію Гільдії кіноакторів США.

## Синопсис
Скорботна жінка вирушає в емоційну подорож після втрати дитини.

## У ролях
- Ванесса Кірбі — Марта Вайсс
- Шая ЛаБаф — Шон Карсон
- Джиммі Феїлс[en] — Макс
- Еллен Берстін — Елізабет Вайсс
- Моллі Паркер[en] — Єва Вудвард
- Елайза Шлесінґер — Аніта Вайс
- Сара Снук — Сюзанна
- Бенні Сафді[en] — Кріс
- Доменік Ді Роза — судмедексперт

## Виробництво
У жовтні 2019 року було оголошено, що Ванесса Кірбі та Шая ЛаБаф приєдналися до акторського складу фільму, а Корнель Мундруцо режисеруватиме фільм за сценарієм Кати Вебер. Сем Левінсон виконуватиме роль виконавчого продюсера фільму. У грудні 2019 року, Джиммі Феїлс, Еллен Берстін, Моллі Паркер і Елайза Шлесінґер приєдналися до акторського складу фільму. У січні 2020 року Сара Снук та Бенні Сафді приєдналися до складу фільму. 
Основне фільмування розпочалася у грудні 2019 року.